# Давид Дако
Давид Дако (фр. David Dacko; 24. март 1930 — 20. новембар 2003) био је први и трећи по реду председник Централноафричке Републике. Оба је пута био свргнут у државном удару.

## Биографија
Рођен је 1930. године у селу Бушија, регион Лобаје. Завршио је Учитељски факултет, након чега је од 1951. године био управник основне школе у Бангуију. Године 1955, постао је управник Колеџа Куанга. Од 1957. се укључио у структуре француских колонијалних власти, које су припремале терен за проглашење независности Централне Африке.
Дако је изабран за опрвог председника Централноафричке Републике 12. децембра 1960. године. Променио је устав, прогласивши Централну Африку једностраначком републиком, повећао овлашћења председника и продужио председнички мандат на трајање од седам година. На председничким изборима 1964, поновно је изабран за председника као једини кандидат на листи.
Током свог првог мандата, повећао је производњу дијаманата, смањивши монопол великих концесионарских компанија. Дијаманти су тада постали главни извозни производ Централне Африке, што су остали до данас.
У ноћи са 31. децембра 1965. на 1. јануар 1966. године, с власти га је срушио његов рођак, генерал Жан-Бедел Бокаса, у бескрвном војном пучу. Дако је био смештен у кућни притвор, али је пуштен 1969. и 1976. године постављен за личног саветника Бокасе. Када је опала подршка Бокасином режиму, Дако је успео да побегне у Париз, где је с француским властима припремао рушење Бокасе с власти.
Бокасу су с власти срушиле француске специјалне јединице 21. септембра 1979. године у операцији Баракуда. Дако је преузео дужност председника 1. априла 1981. године, након председничких избора на којима је победио.
Дана 1. септембра 1981. године, Дако је срушен с власти у бескрвном пучу који је извршила војска на челу с генералом Андреом Колингбом. Колингба је тада имао подршку од стране француских тајних служби у извршењу пуча.
Дако је још једном био срушен с власти, али му је допуштено да политички делује. Био је вођа опозиционе партије. Касније је учествовао на председничким изборима 1992. и 1993. године, освојивши 20,10% гласова. И 1990-их је наставио да делује у опозицији. Још једном је учествовао на председничким изборима 1999. године, освојивши 11,2% гласова.
Дана 27. септембра 2003. имао је напад астме. Кренуо је у Француску на лечење, али је приликом успутног стајања у Јаундеу (Камерун) био хоспитализован у централној болници. Тамо је умро 20. новембра 2003. године.
Влада Централноафричке Републике прогласила је једномесечни период жаловања за преминулим Даком. Сахрањен је близу своје резиденције, у Мокинди, 13. децембра.